# Coppa UEFA 2011-2012 (calcio a 5)
La Coppa UEFA 2011-2012 è stata l'11ª edizione del torneo continentale riservato ai club di calcio a 5 vincitori nella precedente stagione del massimo campionato delle federazioni affiliate alla UEFA. La competizione si è disputata tra il 13 agosto 2011 e il 29 aprile 2012 e ha coinvolto 49 squadre provenienti da 48 Paesi. L'edizione segna il debutto nella competizione di una squadra gallese, cioè il The New Saints detentore della prima edizione del campionato nazionale. I campioni in carica del Montesilvano e le prime tre squadre del ranking, cioè Araz Naxçıvan, Qairat e Sporting Lisbona, accedono direttamente al turno élite. Nella finale giocata a Lleida, il debuttante Barcellona ha superato la Dinamo Mosca per 3-1, aggiudicandosi il trofeo.

## Turno preliminare

### Gruppo A
| Squadra        | P.ti | G | V | N | P | GF | GS | DR |
| -------------- | ---- | - | - | - | - | -- | -- | -- |
| Ilves          | 7    | 3 | 2 | 1 | 0 | 15 | 9  | +6 |
| Bajo Pivljanin | 6    | 3 | 2 | 0 | 1 | 17 | 10 | +7 |
| Croatia Berlin | 3    | 3 | 1 | 0 | 2 | 13 | 18 | -5 |
| PYF Saltires   | 1    | 3 | 0 | 1 | 2 | 4  | 12 | -8 |

| Arbitri: | Alexandru Băjan Vitali Yalovtsev Edin Golač |

| |           |                                                               |
| Pakola 7'27'’ Inapshba 7'53'’, 30'44'’, 35'06'’, 39'53'’ Torvinen 23'25'’ Teittinen 28'47'’ Nyblom 35'34'’ | Marcatori | 4'33'’, 36'00'’ Reinhardt 20'43'’ Milanović 33'42'’ Podrygala |

| Arbitri: | Ozan Soykan Edin Golač Vitali Yalovtsev |

|  |           |                                                                            |
|  | Marcatori | 21'30'’, 29'17'’ Dondić 26'03'’, 27'12'’ Bajović 31'22'’, 34'41'’ Gojković |

| Arbitri: | Vitali Yalovtsev Ozan Soykan Alexandru Băjan |

|                         |           |                                                                  |
| Bajović 8'12'’, 22'00'’ | Marcatori | 0'31'’ Pakola 30'29'’ Laitinen 33'58'’ Inapshba 36'43'’ Torvinen |

| Arbitri: | Edin Golač Alexandru Băjan Ozan Soykan |

|               |           |                                                   |
| Fergus 6'09'’ | Marcatori | 24'07'’ Reinhardt 29'57'’ Schrödter 35'33'’ Bačak |

| Arbitri: | Ozan Soykan Vitali Yalovtsev Alexandru Băjan |

|                                                                                        |           | |
| Vukadin 16'29'’ Reinhardt 22'03'’, 31'26'’ Jurilj 28'01'’ Željko 34'02'’ Elezi 39'28'’ | Marcatori | 3'18'’ Dondić 8'07'’, 12'29'’, 16'39'’, 22'49'’ Bajović 9'46'’ (aut.) Elezi 13'28'’ Vučković 24'57'’ Perović 33'15'’ Osmajić |

| Arbitri: | Alexandru Băjan Edin Golač Ozan Soykan |

|                                                  |           |                                           |
| Pakola 0'41'’ Teittinen 26'45'’ Inapshba 33'17'’ | Marcatori | 26'12'’ Doig 30'23'’ Brand 39'16'’ Fergus |

### Gruppo B
| Squadra        | P.ti | G | V | N | P | GF | GS | DR  |
| -------------- | ---- | - | - | - | - | -- | -- | --- |
| Geneva         | 7    | 3 | 2 | 1 | 0 | 23 | 6  | +17 |
| EID            | 7    | 3 | 2 | 1 | 0 | 19 | 14 | +5  |
| Nautara        | 3    | 3 | 1 | 0 | 2 | 15 | 13 | +2  |
| The New Saints | 0    | 3 | 0 | 0 | 3 | 11 | 35 | -24 |

| Arbitri: | Trajan Enčev Omar Rafiq Damir Radović |

| |           |                                                 |
| Nemanis 1'09'’ Markauskas 3'58'’ Karmazinas 9'59’, 22'23'’ Urbelionis 13'26'’, 29'10'’ E. Ramsay 19'23'’ (aut.) Lemežis 25'34'’, 28'34'’ | Marcatori | 19'57'’ E. Ramsay 34'31'’ Arsan 35'08'’ Jenkins |

| Arbitri: | Goran Paradžik Damir Radović Omar Rafiq |

|                                                           |           |                                                      |
| Malta 1'33'’ D. Rodrigues 34'28'’ (t.l.) Pinheiro 36'42'’ | Marcatori | 22'54'’ (aut.) Mainer 27'28'’ Oliveira 30'15'’ Terço |

| Arbitri: | Damir Radović Trajan Enčev Goran Paradžik |

|                                                                                                |           |                                                                                   |
| Barreto 13'31'’ Oliveira 17'50'’ (t.l.) Neto 22'13'’ Bouznig 30'36'’ Urbelionis 38'53'’ (aut.) | Marcatori | 18'09'’ Lemežis 19'55'’ Urbelionis 27'25'’ (aut.) Lourenço 31'18'’ (aut.) De Melo |

| Arbitri: | Omar Rafiq Goran Paradžik Trajan Enčev |

| |           |               |
| Prates 7'01'’ D. Rodrigues 8'07'’ (rig.), 22'26'’ Soares 9'32'’ Mainer 10'58'’, 26'02'’ Malta 14'18'’, 21'51'’ Da Silva 15'50'’, 32'35'’ Pinheiro 25'45'’, 28'47'’, 35'47'’, 38'04'’, 39'27'’ | Marcatori | 30'56'’ Arsan |

| Arbitri: | Trajan Enčev Goran Paradžik Damir Radović |

| |           | |
| Jenkins 6'24'’ Haralambous 11'08'’, 18'38'’ Quigley 29'03'’ E. Ramsay 35'59'’ (t.l.), 39'15'’ (t.l.), 39'23'’ | Marcatori | 2'33'’, 15'51'’ Maia 8'56'’ Lourenço 13'52'’, 14'02'’, 16'09'’, 23'22'’ Oliveira 27'37'’, 38'20'’ Pereira 30'10'’ Neto 36'49'’ De Melo |

| Arbitri: | Omar Rafiq Damir Radović Goran Paradžik |

|                                  |           |                                                                             |
| Adomaitis 6'51'’ Lemežis 27'14'’ | Marcatori | 3'37'’ Da Silva 4'30'’ Malta 10'50'’, 36'33'’ Pinheiro 13'52'’ D. Rodrigues |

### Gruppo C
| Squadra          | P.ti | G | V | N | P | GF | GS | DR  |
| ---------------- | ---- | - | - | - | - | -- | -- | --- |
| Leotar           | 9    | 3 | 3 | 0 | 0 | 24 | 7  | +17 |
| Tornado Chișinău | 6    | 3 | 2 | 0 | 1 | 11 | 10 | +1  |
| Encamp           | 3    | 3 | 1 | 0 | 2 | 15 | 21 | -6  |
| Falcão Stoccolma | 0    | 3 | 0 | 0 | 3 | 8  | 20 | -12 |

| Arbitri: | Nuno Bogalho Mario Bohun Sergej Špen'kov |

|                                                                                        |           |                                                     |
| Burdujel 25'13'’, 36'45'’ Frolov 26'05'’ Coicev 29'54'’ Negara 37'23'’ Subotin 38'18'’ | Marcatori | 18'47'’ Raventós 30'51'’ (aut.) Frolov 32'07'’ Mota |

| Arbitri: | Hennadij Hora Sergej Špen'kov Mario Bohun |

| |           |  |
| Mulahmetović 7'12'’, 15'52'’, 32'51'’ Sr. Andrić 9'43'’ M. Cimirot 13'50'’ Mulina 24'40'’ Vukanović 26'49'’, 34'00'’ G. Cimirot 27'29'’ Berdović 31'38'’ | Marcatori |  |

| Arbitri: | Sergej Špen'kov Hennadij Hora Nuno Bogalho |

|                      |           |                               |
| V. Rodríguez 36'23'’ | Marcatori | 29'35'’ Negara 38'43'’ Coicev |

| Arbitri: | Mario Bohun Nuno Bogalho Hennadij Hora |

| |           |                                                                  |
| Mulina 8'08'’, 18'03'’ Sa. Andrić 12'43'’ M. Cimirot 18'17'’ G. Cimirot 29'33'’ Vico 29'55'’, 38'34'’ Vukanović 39'45'’ | Marcatori | 18'35'’ Rojas 21'09'’ Mota 35'14'’ M. Ferreira 36'09'’ Izquierdo |

| Arbitri: | Sergej Špen'kov Hennadij Hora Mario Bohun |

| |           | |
| Rojas 6'51'’, 35'28'’ Izquierdo 10'02'’ Mota 17'27'’, 26'36'’ Neira 19'50'’ Raventós 24'27'’, 37'29'’ (t.l.) | Marcatori | 7'19'’ Pahlevan 9'51'’ Basberber 13'44'’ Rassol 15'01'’, 37'10'’ Krasniqi 31'19'’, 38'24'’ V. Rodríguez |

| Arbitri: | Nuno Bogalho Mario Bohun Hennadij Hora |

|                                                   |           | |
| Negara 4'29'’ Baeşu 12'29'’ Frolov 12'52'’ (rig.) | Marcatori | 1'22'’ Sa. Andrić 15'08'’ Mičeta 28'10'’ Vico 37'08'’ (rig.), 38'20'’ (rig.) M. Cimirot 37'58'’ Berak |

### Gruppo D
| Squadra         | P.ti | G | V | N | P | GF | GS | DR |
| --------------- | ---- | - | - | - | - | -- | -- | -- |
| Vegakameratene  | 9    | 3 | 3 | 0 | 0 | 12 | 6  | +6 |
| Grand Pro Varna | 6    | 3 | 2 | 0 | 1 | 16 | 13 | +3 |
| BGA             | 3    | 3 | 1 | 0 | 2 | 10 | 11 | -1 |
| Fjölnir         | 0    | 3 | 0 | 0 | 3 | 9  | 17 | -8 |

| Arbitri: | Andrej Topić Ondřej Černý Barry Weijers |

|                                                                                        |           |                                                                |
| Jepsen 11'24'’ Kjær 15'09'’ Jacobsen 21'44'’ Madsen 26'19'’ Guðmundsson 31'44'’ (aut.) | Marcatori | 29'45'’ I. Gunnarsson 30'00'’ B. Gunnarsson 34'51'’ Sigurðsson |

| Arbitri: | Francisco Peña Barry Weijers Ondřej Černý |

|                                            |           |                                                                                      |
| Gerasimov 8'50'’ Bo. Marev 14'25’, 34'53'’ | Marcatori | 9'45'’ Ovesen 13'57'’ (t.l.), 31'16'’ Solem 29'09'’ To. Klaussen 34'01'’ J. Klaussen |

| Arbitri: | Ondřej Černý Francisco Peña Andrej Topić |

|                                       |           |                            |
| Ovesen 19'18'’, 21'04'’ Høvik 26'35'’ | Marcatori | 27'36'’, 28'14'’ Jørgensen |

| Arbitri: | Barry Weijers Andrej Topić Francisco Peña |

| |           | |
| Bl. Marev 1'53'’ D. Dimov 8'28'’ Trendafilov 13'17'’, 36'38'’ I. Borisov 24'10'’ Bo. Marev 28'58'’ Sofroniev 37'47'’ (t.l.) Gerasimov 39'53'’ | Marcatori | 14'34'’ (rig.) Sigurðsson 26'40'’ B. Gunnarsson 28'14'’ H. Halldórsson 29'25'’, 33'38'’ I. Gunnarsson |

| Arbitri: | Ondřej Černý Barry Weijers Andrej Topić |

|                   |           |                                                   |
| Jakobsson 28'13'’ | Marcatori | 7'37'’ Høvik 10'17'’, 16'04'’ Moen 31'10'’ Wiseth |

| Arbitri: | Francisco Peña Andrej Topić Barry Weijers |

|                                            |           |                                                                          |
| Jørgensen 7'12'’, 24'11'’ Petersen 38'19'’ | Marcatori | 16'22'’ I. Borisov 31'03'’, 31'13'’, 37'11'’ Gerasimov 31'33'’ Bo. Marev |

### Gruppo E
| Squadra             | P.ti | G | V | N | P | GF | GS | DR  |
| ------------------- | ---- | - | - | - | - | -- | -- | --- |
| Győri ETO           | 9    | 3 | 3 | 0 | 0 | 25 | 4  | +21 |
| Helvecia            | 6    | 3 | 2 | 0 | 1 | 13 | 9  | +4  |
| Stella Rossa Vienna | 3    | 3 | 1 | 0 | 2 | 14 | 19 | -5  |
| Anži Tallinn        | 0    | 3 | 0 | 0 | 3 | 2  | 22 | -20 |

| Arbitri: | Franco Cachia Edwin Walet Arsen Nonikashvili |

| |           |  |
| Dobre 14'59'’, 21'26'’ Harnisch 16'42'’, 24'49'’ Al-Ioani 19'23'’, 36'28'’ Gyurcsányi 23'20'’ Dróth 26'25'’, 38'49'’ | Marcatori |  |

| Arbitri: | Lukáš Peško Arsen Nonikashvili Edwin Walet |

|                                       |           | |
| Barbic 28'02'’, 37'07'’ Belen 33'20'’ | Marcatori | 6'35'’ Betancor 11'41'’, 35'09'’ (rig.) Macarrão 14'42'’ Pavanello 29'05'’ Ursell 31'00'’ Azevedo 38'53'’ Lisboa |

| Arbitri: | Lukáš Peško Franco Cachia Arsen Nonikashvili |

|                |           |                                                                                      |
| Medina 33'45'’ | Marcatori | 10'01'’, 27'04'’, 39'51'’ Al-Ioani 12'40'’ Gyurcsányi 23'23'’ Ninho 39'33'’ Harnisch |

| Arbitri: | Edwin Walet Arsen Nonikashvili Franco Cachia |

| |           |                                       |
| Gager 2'58'’, 28'42'’, 31'59'’ Belen 9'39'’, 34'24'’ Osman Ali 12'54'’ Cvejanović 18'23'’, 36'40'’ | Marcatori | 38'26'’ (aut.) Bošnjak 39'03'’ Ametov |

| Arbitri: | Edwin Walet Lukáš Peško Franco Cachia |

|  |           |                                                                                     |
|  | Marcatori | 12'16'’ Mortlock 21'31'’ Ló. Szőcs 23'36'’ Macarrão 29'25'’ Medina 39'26'’ Betancor |

| Arbitri: | Arsen Nonikashvili Franco Cachia Lukáš Peško |

| |           |                                      |
| Gyurcsányi 1'16'’, 2'40'’, 14'29'’ Dróth 6'21'’ Lódi 12'31'’, 30'28'’ Harnisch 18'57'’, 19'11'’, 27'18'’ Bárdosi 39'28'’ | Marcatori | 7'40'’, 23'40'’, 36'44'’ Milutinović |

### Gruppo F
| Squadra               | P.ti | G | V | N | P | GF | GS | DR  |
| --------------------- | ---- | - | - | - | - | -- | -- | --- |
| Eindhoven             | 9    | 3 | 3 | 0 | 0 | 22 | 9  | +13 |
| Železarec             | 6    | 3 | 2 | 0 | 1 | 28 | 11 | +17 |
| İstanbul Üniversitesi | 3    | 3 | 1 | 0 | 2 | 17 | 28 | -11 |
| Excess Bidnija        | 0    | 3 | 0 | 0 | 3 | 9  | 28 | -19 |

| Arbitri: | Timo Onatsu Admir Zahovič Almas Abbassov |

| |           |                                       |
| Allouch 1'48'’ Zouthane 23'08'’, 30'05'’ El Allouchi 25'36'’, 27'32'’ Erens 29'07'’ De Kramer 37'03'’ | Marcatori | 9'12'’ Okutan 21'27'’, 22'50'’ Keskin |

| Arbitri: | Ruslan Muntean Almas Abbassov Admir Zahovič |

| |           |               |
| Agushi 7'23'’, 27'52'’ Leveski 17'49'’, 30'18'’, 36'25'’ Ma. Todorovski 18'52'’ Rangotov 22'59'’ Jovanovski 28'33'’ Petrovski 33'07'’ | Marcatori | 13'21'’ Ribić |

| Arbitri: | Admir Zahovič Timo Onatsu Ruslan Muntean |

|                            |           |                                                                                          |
| Martinović 9'11'’, 14'33'’ | Marcatori | 4'50'’, 7'53'’, 13'02'’ Zouthane 11'00'’, 12'26'’, 24'35'’, 30'33'’, 36'25'’ El Allouchi |

| Arbitri: | Almas Abbassov Ruslan Muntean Timo Onatsu |

| |           |                                        |
| Ma. Todorovski 5'53'’, 18'11'’, 27'51'’ Rangotov 7'34'’, 23'06'’, 23'36'’, 36'26'’, 37'04'’ D. Petrović 19'00'’, 24'09'’ Agushi 24'43'’, 27'27'’ Jovanovski 28'56'’ Naskovski 37'53'’ Iliev 39'08'’ | Marcatori | 17'23'’, 34'37'’ Özütok 38'56'’ Mingan |

| Arbitri: | Ruslan Muntean Admir Zahovič Almas Abbassov |

| |           |                                                                           |
| Çiçek 10'11'’, 14'13'’, 37'33'’ Altunay 14'35'’, 35'44'’ Işıkay 26'31'’, 35'37'’ Okutan 30'35'’ Özdamar 33'12'’ Buğlar 37'56'’, 38'30'’ | Marcatori | 12'23'’ Ribić 19'40'’, 39'28'’ Martinović 32'57'’, 32'26'’, 34'15'’ Anton |

| Arbitri: | Timo Onatsu Almas Abbassov Admir Zahovič |

|                                                                                                |           |                                                                  |
| Zouthane 3'55'’, 8'43'’ Bali 10'04'’ Nimako 26'03'’ El Allouchi 29'48'’, 30'32'’ Kılıç 32'31'’ | Marcatori | 9'31'’, 35'24'’ Rangotov 36'54'’ Ma. Todorovski 39'13'’ Kadinski |

### Gruppo G
| Squadra           | P.ti | G | V | N | P | GF | GS | DR  |
| ----------------- | ---- | - | - | - | - | -- | -- | --- |
| Omonia            | 9    | 3 | 3 | 0 | 0 | 19 | 6  | +13 |
| Sporting Parigi   | 6    | 3 | 2 | 0 | 1 | 19 | 11 | +8  |
| Erebuni           | 3    | 3 | 1 | 0 | 2 | 8  | 14 | -6  |
| Flamurtari Valona | 0    | 3 | 0 | 0 | 3 | 5  | 20 | -15 |

| Egkōmī 13 agosto 2011, ore 18:00 EEST | Erebuni                                         | 5 – 0 A tav. referto | Flamurtari Valona | Kleistó Gymnastírio "Tassos Papadopoulos"\| Arbitri: \| Audrius Kancleris Amil Gerina Alessandro Malfer \| |
| Arbitri:                              | Audrius Kancleris Amil Gerina Alessandro Malfer |                      |                   | |

| Arbitri: | Alessandro Malfer Tomasz Frak Audrius Kancleris |

|                                                                                |           |                                                    |
| Manoli 30'57'’ (rig.), 36'56'’ Ch. Iacovou 31'27'’, 38'47'’ Aleksejevs 33'11'’ | Marcatori | 12'18'’, 13'24'’, 38'04'’ Betinho 21'42'’ Henrique |

| Arbitri: | Amil Gerina Alessandro Malfer Audrius Kancleris |

| |           |                   |
| Falasque 4'24'’ Teixeira 4'59'’ Chaulet 12'07'’ Hamdoud 26'25'’ (rig.) Betinho 36'13'’ Khireddine 39'53'’ | Marcatori | 13'29'’ Grigoryan |

| Arbitri: | Tomasz Frak Audrius Kancleris Amil Gerina |

| |           |  |
| Antreou 8'12'’ Andrioly 9'12'’ Ch. Iaсovou 27'48'’ Manoli 31'13'’ Aleksejevs 38'18'’ Co. Iacovou 39'59'’ | Marcatori |  |

| Arbitri: | Amil Gerina Tomasz Frak Alessandro Malfer |

|                                                                        |           | |
| Gurzaković 12'29'’, 14'22'’ Male 19'23'’ Qopekaj 30'02'’ Kalus 37'50'’ | Marcatori | 1'06'’, 13'51'’, 33'42'’ Betinho 1'17'’, 38'05'’ Hamdoud 2'00'’, 34'23'’ Chaulet 11'53'’ Barboza 39'58'’ Khireddine |

| Arbitri: | Audrius Kancleris Alessandro Malfer Tomasz Frak |

|                                      |           | |
| Gyulambaryan 17'52'’ Kosayan 20'17'’ | Marcatori | 5'37'’, 12'50'’, 23'55'’, 31'55'’ Andrioly 19'03'’ R. Leal 30'24'’ Aleksejevs 30'48'’ Co. Iacovou 39'52'’ Stylianou |

## Turno principale

### Gruppo 1
| Squadra      | P.ti | G | V | N | P | GF | GS | DR  |
| ------------ | ---- | - | - | - | - | -- | -- | --- |
| Eindhoven    | 6    | 3 | 2 | 0 | 1 | 17 | 8  | +9  |
| Dinamo Mosca | 6    | 3 | 2 | 0 | 1 | 13 | 7  | +6  |
| Litija       | 4    | 3 | 1 | 1 | 1 | 9  | 9  | 0   |
| Athina 90    | 1    | 3 | 0 | 1 | 2 | 7  | 22 | -15 |

| Litija 29 settembre 2011, ore 18:00 CEST | Dinamo Mosca                            | 0 – 5 A tav. referto | Eindhoven | Športna dvorana\| Arbitri: \| Luca Giacomin Saša Tomić Bogdan Sorescu \| |
| Arbitri:                                 | Luca Giacomin Saša Tomić Bogdan Sorescu |                      |           |                                                                          |

| Arbitri: | Vitali Rakutski Bogdan Sorescu Saša Tomić |

|                                             |           |                                                    |
| Pertič 16'15'’, 37'15'’ I. Osredkar 19'07'’ | Marcatori | 28'04'’ Mourdoukoutas 28'47'’, 34'34'’ Bousmpouras |

| Arbitri: | Saša Tomić Luca Giacomin Vitali Rakutski |

|                 |           | |
| Artinos 31'54'’ | Marcatori | 4'36'’ Pula 5'55'’, 22'09'’, 29'31'’ Fukin 9'09'’ Tatú 15'21'’ Rachimov 17'33'’, 19'47'’ Badretdinov 27'25'’ Fernandinho |

| Arbitri: | Bogdan Sorescu Vitali Rakutski Luca Giacomin |

|                                                                    |           |                             |
| I. Osredkar 18'20'’, 29'43'’ Pertič 23'32'’, 35'05'’ Fetić 29'02'’ | Marcatori | 4'25'’ Bali 17'19'’ Allouch |

| Arbitri: | Saša Tomić Vitali Rakutski Bogdan Sorescu |

| |           |                                                          |
| Allouch 1'51'’, 25'00'’ Zouthane 4'30'’, 19'15'’ Bali 6'34'’ Saadouni 16'28'’ El Allouchi 21'57'’ Ter Linden 26'10'’ Kılıç 39'44'’ Lagouireh 39'55'’ (t.l.) | Marcatori | 24'13'’ Bousmpouras 29'28'’ Begaj 30'53'’ Papaefstratiou |

| Arbitri: | Luca Giacomin Bogdan Sorescu Vitali Rakutski |

|                                                      |           |               |
| Fernandinho 17'13'’, 32'13'’, 37'50'’ Cirilo 18'30'’ | Marcatori | 39'37'’ Fetić |

### Gruppo 2
| Squadra    | P.ti | G | V | N | P | GF | GS | DR  |
| ---------- | ---- | - | - | - | - | -- | -- | --- |
| Barcellona | 9    | 3 | 3 | 0 | 0 | 29 | 2  | +27 |
| Győri ETO  | 6    | 3 | 2 | 0 | 1 | 16 | 17 | -1  |
| Leotar     | 1    | 3 | 0 | 1 | 2 | 8  | 19 | -11 |
| Nikars     | 1    | 3 | 0 | 1 | 2 | 7  | 22 | -15 |

| Arbitri: | Tommi Grönman Bekim Zogaj Marc Birkett |

| |           |  |
| Fernandão 0'26'’ J. Rodríguez 1'35'’ Wilde 7'08'’ Lin 9'54'’, 11'44'’, 32'59'’ Igor 13'13'’ Torrás 25'13'’ Ari 39'06'’ | Marcatori |  |

| Arbitri: | Oleh Ivanov Marc Birkett Bekim Zogaj |

|                                                               |           |                                                                                            |
| Vevé 10'38'’ Dacko 29'42'’ Atamaņukovs 32'36'’ Sidnei 35'10'’ | Marcatori | 3'47'’, 11'28'’ Dróth 17'06'’ Lódi 21'31'’, 24'42'’, 38'30'’ Al-Ioani 39'55'’ F. Hernández |

| Arbitri: | Bekim Zogaj Oleh Ivanov Tommi Grönman |

|                          |           | |
| Harnisch 4'32'’, 32'01'’ | Marcatori | 2'43'’ Lin 8'26'’ Saad 13'11'’ Ari 22'16'’ J. Rodríguez 27'26'’ Torrás 34'52'’, 36'55'’ Igor 38'04'’ Gabriel |

| Arbitri: | Marc Birkett Tommi Grönman Oleh Ivanov |

|                                                   |           |                                          |
| Atamaņukovs 8'57'’ Dacko 38'50'’ Šustrovs 39'16'’ | Marcatori | 14'53'’ Sa. Andrić 29'38'’, 37'45'’ Vico |

| Arbitri: | Oleh Ivanov Bekim Zogaj Marc Birkett |

|                                                                              |           | |
| Mičeta 16'02'’ Vico 17'25'’, 23'04'’ Mulahmetović 25'40'’ Sr. Andrić 29'45'’ | Marcatori | 2'15'’, 21'50'’ Al-Ioani 14'08'’ (t.l.), 36'37'’ Dróth 32'19'’ Gyurcsányi 37'07'’ (aut.) Mulahmetović 39'38'’ Balázs |

| Arbitri: | Tommi Grönman Marc Birkett Bekim Zogaj |

| |           |  |
| Torrás 0'53'’, 22'28'’ Wilde 3'02'’, 11'36'’ Ari 3'44'’, 33'27'’ J. Rodríguez 7'44'’ (rig.), 29'35'’ Lozano 10'17'’, 32'13'’ Igor 18'49'’ Fernandão 26'48'’ | Marcatori |  |

### Gruppo 3
| Squadra         | P.ti | G | V | N | P | GF | GS | DR  |
| --------------- | ---- | - | - | - | - | -- | -- | --- |
| Iberia Star     | 7    | 3 | 2 | 1 | 0 | 18 | 3  | +15 |
| Slov-Matic FOFO | 5    | 3 | 1 | 2 | 0 | 10 | 9  | +1  |
| Mapid Minsk     | 3    | 3 | 1 | 0 | 2 | 5  | 6  | -1  |
| Geneva          | 1    | 3 | 0 | 1 | 2 | 5  | 20 | -15 |

| Arbitri: | Epaminondas Stamoulis Petar Mantev Stéphane Deraeve |

|                                                                     |           |                                                                          |
| Hal'ko 13'57'’, 27'04'’ (rig.), 36'13'’ Kozár 27'23'’ Sláma 33'18'’ | Marcatori | 16'46'’, 20'57'’ Da Costa 24'14'’, 27'57'’ Pinheiro 27'42'’ D. Rodrigues |

| Arbitri: | Sebastian Stawicki Stéphane Deraeve Petar Mantev |

|                                                          |           |  |
| Negão 23'27'’, 24'02'’ E. Borges 25'01'’ Roninho 31'16'’ | Marcatori |  |

| Arbitri: | Stéphane Deraeve Sebastian Stawicki Epaminondas Stamoulis |

|                   |           |                              |
| Olshevski 17'39'’ | Marcatori | 27'36'’ Rejžek 29'05'’ Kozár |

| Arbitri: | Petar Mantev Epaminondas Stamoulis Sebastian Stawicki |

| |           |  |
| Altunashvili 3'31'’, 4'00'’, 17'43'’ Roninho 10'57’ E. Borges 17'53'’, 28'38'’ B. Melo 20'39'’, 24'18'’, 29'30'’ Jvarashvili 36'22'’, 37'23'’ | Marcatori |  |

| Arbitri: | Epaminondas Stamoulis Petar Mantev Stéphane Deraeve |

|  |           |                                                          |
|  | Marcatori | 3'59'’, 19'28'’ Podalinski 24'27'’ Rogovik 28'04'’ Papoŭ |

| Arbitri: | Sebastian Stawicki Stéphane Deraeve Petar Mantev |

|                                               |           |                                               |
| Sláma 6'42'’ Brunovský 20'58'’ Mikita 39'03'’ | Marcatori | 17'53'’ Roninho 22'07'’ Negão 22'55'’ B. Melo |

### Gruppo 4
| Squadra          | P.ti | G | V | N | P | GF | GS | DR |
| ---------------- | ---- | - | - | - | - | -- | -- | -- |
| Châtelineau      | 7    | 3 | 2 | 1 | 0 | 9  | 6  | +3 |
| Era-Pack Chrudim | 6    | 3 | 2 | 0 | 1 | 13 | 8  | +5 |
| Akademia Pniewy  | 3    | 3 | 1 | 0 | 2 | 7  | 10 | -3 |
| Vegakameratene   | 1    | 3 | 0 | 1 | 2 | 6  | 11 | -5 |

| Arbitri: | Balázs Farkas Kalin Kinov Gregor Kovačič |

|                                                                                            |           |                                          |
| Slovaček 8'54'’ R. Mareš 13'15'’ Max 27'02'’ Vladyka 29'24'’ Rešetár 30'17'’ Neris 32'30'’ | Marcatori | 19'18'’ Th. Klaussen 25'10'’ L. Klaussen |

| Arbitri: | Vladimir Colbasiuc Gregor Kovačič Kalin Kinov |

|                               |           |                                            |
| Ł. Pieczyński 7'12'’, 22'29'’ | Marcatori | 17'12'’, 23'10'’ Vanderlei 35'08'’ Canaris |

| Arbitri: | Vladimir Colbasiuc Balázs Farkas Kalin Kinov |

|                                                              |           |                               |
| Aleixo 3'15'’ Canaris 10'51'’ Zico 30'11'’ Vanderlei 39'47'’ | Marcatori | 8'23'’ R. Mareš 25'51'’ Cacau |

| Arbitri: | Gregor Kovačič Kalin Kinov Balázs Farkas |

|                                        |           |                                   |
| Solecki 9'54'’ Łeszyk 13'44'’, 39'53'’ | Marcatori | 15'14'’ Th. Klaussen 36'35'’ Moen |

| Arbitri: | Kalin Kinov Vladimir Colbasiuc Balázs Farkas |

|                                          |           |                             |
| Th. Klaussen 14'58'’ (rig.) Moen 26'29'’ | Marcatori | 3'22'’ Chaïbaï 39'25'’ Zico |

| Arbitri: | Gregor Kovačič Balázs Farkas Vladimir Colbasiuc |

|                                                                   |           |                                        |
| M. Mareš 1'03'’, 6'56'’ Rešetár 27'54'’ R. Mareš 32'24'’, 37'56'’ | Marcatori | 29'12'’ Mika 39'41'’ (rig.) Despotović |

### Gruppo 5
| Squadra    | P.ti | G | V | N | P | GF | GS | DR  |
| ---------- | ---- | - | - | - | - | -- | -- | --- |
| Marca      | 9    | 3 | 3 | 0 | 0 | 15 | 3  | +12 |
| City'us TM | 6    | 3 | 2 | 0 | 1 | 13 | 7  | +6  |
| Spalato    | 3    | 3 | 1 | 0 | 2 | 6  | 10 | -4  |
| Ilves      | 0    | 3 | 0 | 0 | 3 | 3  | 17 | -14 |

| Arbitri: | Tomer Cohen Gerald Bauernfeind Marcelino Blázquez |

|                                                                               |           |  |
| Chilavert 4'35'’ Jonas 12'09'’, 31'52'’ Papú 17'02'’ De Luca 32'35'’, 33'03'’ | Marcatori |  |

| Arbitri: | Robert Pieter Lenting Marcelino Blázquez Gerald Bauernfeind |

|                                                             |           |                |
| Ignat 21'14'’ F. Matei 24'01'’ Stoica 33'11'’ Csoma 37'18'’ | Marcatori | 24'20'’ Osibov |

| Arbitri: | Gerald Bauernfeind Robert Pieter Lenting Tomer Cohen |

|                   |           |                                                                      |
| Marinović 15'47'’ | Marcatori | 5'29'’ Coco 19'51'’ Bertoni 25'46'’ Bellomo 39'46'’ (aut.) Marinović |

| Arbitri: | Robert Pieter Lenting Marcelino Blázquez Tomer Cohen |

|                                                                                                  |           |                  |
| Lá. Szőcs 7'17'’ Ignat 9'48'’, 33'29'’, 36'44'’ F. Matei 10'26'’ C. Matei 28'14'’ Carlão 39'11'’ | Marcatori | 27'15'’ Torvinen |

| Arbitri: | Tomer Cohen Robert Pieter Lenting Gerald Bauernfeind |

|                                         |           |                                                          |
| Teittinen 17'23'’ (rig.) Nyblom 19'52'’ | Marcatori | 0'54'’, 20'16'’ Marinović 10'03'’ Laura 25'59'’ Jelovčić |

| Arbitri: | Marcelino Blázquez Gerald Bauernfeind Robert Pieter Lenting |

|                                                                |           |                            |
| Bertoni 8'19'’, 13'02'’, 38'06'’ Jonas 16'43'’ Wilhelm 39'54'’ | Marcatori | 8'28'’ Ignat 19'01'’ Csoma |

### Gruppo 6
| Squadra        | P.ti | G | V | N | P | GF | GS | DR  |
| -------------- | ---- | - | - | - | - | -- | -- | --- |
| Ekonomac       | 9    | 3 | 3 | 0 | 0 | 16 | 6  | +10 |
| Uragan         | 6    | 3 | 2 | 0 | 1 | 15 | 13 | +2  |
| Omonia         | 3    | 3 | 1 | 0 | 2 | 7  | 12 | -5  |
| ASA Ben Gurion | 0    | 3 | 0 | 0 | 3 | 7  | 14 | -7  |

| Arbitri: | Pascal Fritz Elçin Səmədli Mário Silva |

|                                                                                 |           |                          |
| Rajčević 14'53'’, 23'14'’ Rajić 17'26'’, 38'56'’ Bojović 21'34'’ Janjić 33'26'’ | Marcatori | 14'01'’, 34'22'’ Sharvit |

| Arbitri: | Jan Kresta Mário Silva Elçin Səmədli |

|                                                                                         |           |                                                                |
| Serjão 12'32'’, 38'25'’ Kindrativ 13'26'’ Šoturma 24'03'’ Dilvo 27'20'’ Firmino 32'05'’ | Marcatori | 6'25'’, 30'57'’ Andrioly 10'10'’ (aut.) Firmino 22'44'’ Manoli |

| Arbitri: | Elçin Səmədli Pascal Fritz Jan Kresta |

|                                                                    |           |                 |
| Kocić 10'05'’ Bojović 11'13'’ Lazić 26'22'’, 29'09'’ Rajić 27'45'’ | Marcatori | 28'04'’ R. Leal |

| Arbitri: | Mário Silva Jan Kresta Pascal Fritz |

|                                                            |           |                                                                                          |
| Hazut 11'25'’ Teboul 22'40'’ Sharvit 36'30'’ Kalif 39'52'’ | Marcatori | 1'17'’ Carlinhos 6'35'’, 14'54'’ (t.l.), 16'08'’ Cvelych 7'49'’ Šoturma 8'11'’ Biro Jade |

| Arbitri: | Elçin Səmədli Jan Kresta Mário Silva |

|                           |           |                |
| Andrioly 39'31'’, 39'40'’ | Marcatori | 27'05'’ Zisman |

| Arbitri: | Pascal Fritz Mário Silva Jan Kresta |

|                                             |           |                                                                                     |
| Dilvo 8'30'’ Serjão 19'57'’ Kordoba 25'02'’ | Marcatori | 13'22'’ D. Souza 13'40'’ Kocić 21'13'’ Bojović 28'07'’ Dodô 35'48'’ (t.l.) Rajčević |

## Turno élite

### Girone A
| Squadra      | P.ti | G | V | N | P | GF | GS | DR  |
| ------------ | ---- | - | - | - | - | -- | -- | --- |
| Dinamo Mosca | 7    | 3 | 2 | 1 | 0 | 16 | 5  | +11 |
| Qairat       | 7    | 3 | 2 | 1 | 0 | 7  | 4  | +3  |
| Ekonomac     | 3    | 3 | 1 | 0 | 2 | 5  | 13 | -8  |
| Châtelineau  | 0    | 3 | 0 | 0 | 3 | 6  | 12 | -6  |

| Arbitri: | Swen Eichler Borislav Kolev Karel Henych |

|                                       |           |                                  |
| Keko 7'51'’ Pintinho 19'04'’, 22'44'’ | Marcatori | 2'16'’ Chaïbaï 34'30'’ Buranello |

| Arbitri: | Fernando Gutiérrez Karel Henych Borislav Kolev |

| |           |                  |
| Tatú 3'15'’ Fukin 14'44'’ Fernandinho 20'11'’ Kobzar 20'22'’ Vinícius 24'20'’ Rachimov 26'51'’ Pula 35'49'’ Cirilo 36'29'’ Badretdinov 38'01'’ | Marcatori | 19'41'’ Rajčević |

| Arbitri: | Karel Henych Swen Eichler Fernando Gutiérrez |

|  |           |                             |
|  | Marcatori | 3'36'’ Keko 11'40'’ Santana |

| Arbitri: | Borislav Kolev Fernando Gutiérrez Swen Eichler |

|                                                                        |           |                                |
| Fukin 3'51'’, 16'31'’ Rachimov 20'35'’ Cirilo 21'06'’ Vinícius 36'16'’ | Marcatori | 6'06'’ Chaïbaï 27'17'’ Canaris |

| Arbitri: | Borislav Kolev Swen Eichler Karel Henych |

|                               |           |                                                         |
| Chaïbaï 3'09'’ Aleixo 37'59'’ | Marcatori | 0'36'’, 12'25'’ Janjić 35'47'’ (t.l.), 39'23'’ Rajčević |

| Arbitri: | Fernando Gutiérrez Karel Henych Borislav Kolev |

|                                 |           |                                   |
| Fumaça 23'07'’ Pintinho 37'40'’ | Marcatori | 1'34'’ Fernandinho 39'30'’ Cirilo |

### Girone B
| Squadra          | P.ti | G | V | N | P | GF | GS | DR  |
| ---------------- | ---- | - | - | - | - | -- | -- | --- |
| Barcellona       | 7    | 3 | 2 | 1 | 0 | 12 | 2  | +10 |
| Araz Naxçıvan    | 4    | 3 | 1 | 1 | 1 | 10 | 9  | +1  |
| Eindhoven        | 3    | 3 | 1 | 0 | 2 | 6  | 9  | -3  |
| Era-Pack Chrudim | 0    | 3 | 0 | 0 | 3 | 4  | 12 | -8  |

| Arbitri: | Gabriel Gherman Eduardo Coelho Danijel Janošević |

|                                                                |           |                                       |
| Amadeu 3'16'’, 7'16'’ Tota 16'01'’, 39'56'’ V. Borisov 17'06'’ | Marcatori | 2'00'’, 36'57'’ Bali 33'55'’ Zouthane |

| Arbitri: | Serhij Drebužan Danijel Janošević Eduardo Coelho |

|                                                                                      |           |  |
| J. Rodríguez 2'22'’, 33'05'’, 35'45'’ (rig.) Wilde 7'40'’ Torrás 31'29'’ Ari 34'15'’ | Marcatori |  |

| Arbitri: | Danijel Janošević Serhij Drebužan Gabriel Gherman |

|                                                            |           |                                                     |
| Max 2'23'’ Douglas Júnior 13'15'’ Vladyka 24'08'’, 32'01'’ | Marcatori | 10'26'’ V. Borisov 27'57'’ Fərəczadə 34'09'’ Amadeu |

| Arbitri: | Eduardo Coelho Gabriel Gherman Serhij Drebužan |

|                                                         |           |  |
| Gabriel 11'06'’ Saad 17'32'’ Torrás 24'59'’ Lin 28'49'’ | Marcatori |  |

| Arbitri: | Danijel Janošević Eduardo Coelho Gabriel Gherman |

|                                  |           |                             |
| Fərəczadə 19'52'’ Amadeu 35'17'’ | Marcatori | 9'18'’ Wilde 14'37'’ Lozano |

| Arbitri: | Serhij Drebužan Gabriel Gherman Eduardo Coelho |

|                                               |           |  |
| Lagouireh 5'15'’ Bali 20'19'’ Allouch 34'40'’ | Marcatori |  |

### Girone C
| Squadra          | P.ti | G | V | N | P | GF | GS | DR |
| ---------------- | ---- | - | - | - | - | -- | -- | -- |
| Sporting Lisbona | 7    | 3 | 2 | 1 | 0 | 13 | 9  | +4 |
| Iberia Star      | 4    | 3 | 1 | 1 | 1 | 14 | 17 | -3 |
| City'us TM       | 3    | 3 | 1 | 0 | 2 | 14 | 15 | -1 |
| Győri ETO        | 3    | 3 | 1 | 0 | 2 | 13 | 13 | 0  |

| Arbitri: | Toni Lehtinen Abdallah Benazzi Borut Šivic |

|                                   |           | |
| Roninho 30'02'’ E. Borges 33'43'’ | Marcatori | 4'08'’ Gyurcsányi 13'19'’, 26'50'’ F. Hernández 16'29'’ Ninho 23'40'’, 24'59'’ Lódi 29'04'’, 38'41'’ Al-Ioani 37'32'’ Harnisch |

| Arbitri: | Francesco Massini Borut Šivic Abdallah Benazzi |

|                                                              |           |                                    |
| Deo 0'44'’ Matos 2'43'’, 16'43'’ Cary 19'23'’ Leitão 37'29'’ | Marcatori | 6'57'’, 24'05'’ Ignat 27'10'’ Radu |

| Arbitri: | Borut Šivic Toni Lehtinen Francesco Massini |

|                                        |           | |
| F. Matei 0'57'’ Stoica 7'23'’, 17'44'’ | Marcatori | 1'15'’, 7'01'’ B. Melo 6'42'’ Xavier 11'32'’ E. Borges 14'25'’ Sakai 26'58'’ Negão 29'39'’ Altunashvili |

| Arbitri: | Abdallah Benazzi Francesco Massini Toni Lehtinen |

|                                           |           |                  |
| Marcelinho 7'03'’ Deo 9'12'’ Cary 11'40'’ | Marcatori | 21'06'’ Al-Ioani |

| Arbitri: | Abdallah Benazzi Toni Lehtinen Borut Šivic |

|                                                  |           | |
| F. Hernández 26'11'’, 31'03'’ Gyurcsányi 26'33'’ | Marcatori | 7'07'’ Murilo 8'11'’ Lupu 9'57'’ Ignat 28'56'’, 34'05'’, 39'55'’ Csoma 36'04'’ Radu 37'25'’ Nicușan |

| Arbitri: | Francesco Massini Borut Šivic Toni Lehtinen |

|                                                                         |           |                                                                     |
| B. Melo 6'00'’ Negão 7'12'’, 25'11'’ Matos 14'19'’ (aut.) Sakai 36'18'’ | Marcatori | 20'42'’ Marcelinho 27'20'’, 30'35'’ Deo 27'59'’ Alex 38'07'’ Leitão |

### Girone D
| Squadra         | P.ti | G | V | N | P | GF | GS | DR |
| --------------- | ---- | - | - | - | - | -- | -- | -- |
| Marca           | 7    | 3 | 2 | 0 | 1 | 9  | 5  | +4 |
| Montesilvano    | 5    | 3 | 1 | 2 | 0 | 5  | 4  | +1 |
| Uragan          | 4    | 3 | 1 | 1 | 1 | 7  | 8  | -1 |
| Slov-Matic FOFO | 0    | 3 | 0 | 0 | 3 | 5  | 9  | -4 |

| Arbitri: | Pascal Lemal Gábor Kovács Kamil Çetin |

|                    |           |                 |
| Calderolli 31'43'’ | Marcatori | 27'34'’ Šoturma |

| Arbitri: | Antonis Constantinides Kamil Çetin Gábor Kovács |

|                                      |           |                |
| Foglia 1'30'’ Jonas 21'14'’, 36'40'’ | Marcatori | 37'36'’ Mikita |

| Arbitri: | Kamil Çetin Pascal Lemal Antonis Constantinides |

|                   |           |                                   |
| Fehervári 34'22'’ | Marcatori | 21'38'’ Rogério 39'48'’ Cuzzolino |

| Arbitri: | Gábor Kovács Antonis Constantinides Pascal Lemal |

|                                                        |           |                              |
| Jonas 5'18'’, 15'48'’ Fabiano 9'09'’ Chilavert 37'27'’ | Marcatori | 11'21'’ Simka 17'51'’ Serjão |

| Arbitri: | Gábor Kovács Kamil Çetin Antonis Constantinides |

|                                                        |           |                                              |
| Simka 12'34'’, 32'08'’ Šoturma 16'23'’ Kordoba 24'04'’ | Marcatori | 4'25'’ Rejžek 30'36'’ Bartošek 33'55'’ Sláma |

| Arbitri: | Pascal Lemal Antonis Constantinides Kamil Çetin |

|                                    |           |                           |
| Rogério 11'07'’ Calderolli 33'14'’ | Marcatori | 6'08'’ Coco 28'06'’ Jonas |

## Fase finale

### Semifinali
| Arbitri: | Bogdan Sorescu Borut Šivic Oleh Ivanov |

|  |           |                                            |
|  | Marcatori | 7'38'’ Fernandinho 21'47'’, 38'55'’ Rômulo |

| Arbitri: | Gábor Kovács Oleh Ivanov Borut Šivic |

|                                                                    |           |             |
| Ari 2'57'’ Wilde 8'35'’, 30'08'’ Igor 10'08'’ J. Rodríguez 16'03'’ | Marcatori | 31'03'’ Djô |

### Finale 3º posto
| Arbitri: | Borut Šivic Oleh Ivanov Bogdan Sorescu |

|                                     |                      |                                    |
| Papú 8'39'’ Foglia 11'38'’, 34'53'’ | Marcatori            | 4'14'’, 4'25'’ Leitão 37'42'’ Cary |
| Foglia Jonas Wilhelm Jeffe Duarte   | Tiri di rigore 4 – 3 | Alex Caio Djô Marcelinho Galvão    |

### Finale
| Arbitri: | Gábor Kovács Bogdan Sorescu Oleh Ivanov |

|                  |           |                                         |
| Rachimov 36'30’’ | Marcatori | 1'18’’ Wilde 23'11’’ Lin 38'19’’ Torrás |